# گراف خط

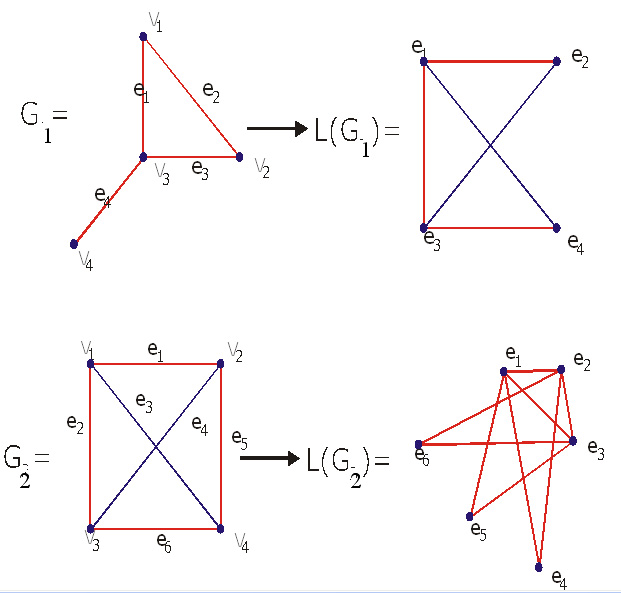
geraph-khat

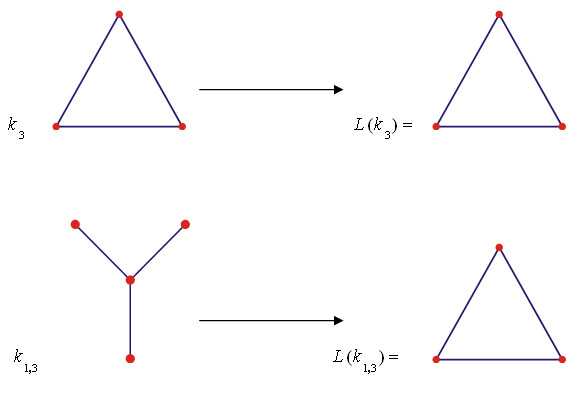
geraoh-khat1

## گراف خط
گراف غیر تهی G را در نظر بگیرید. اگر به جای هر یال G راأسی در نظر بگیریم و دو رأس را به هم متصل می‌کنیم.
در صورتی که یال‌های متناظر آن دو رأس در G در یک رأس از G با هم مشترک باشند.
گراف حاصل را با {\displaystyle L(G)} نشان داده و آن را گراف خط می‌نامیم.
قضیه: اگر G و {\displaystyle -r} منتظم باشد و دارای n راس، آنگاه L(G) نیز منتظم و از درجه {\displaystyle 2(r-1)} می‌باشد.
اثبات: هر یال گراف G به دو رأس ختم می‌شود که به هر یک از این رأس‌ها به جز یال مذکور ، {\displaystyle r-1} یال دیگر وارد می‌شوند.
یال مذکور تنها با این {\displaystyle Z(r-1)} یال رأس مشترک دارد و در این یال رأس گراف {\displaystyle L(g)} است که به {\displaystyle Z(r-1)} رأس دیگر متصل است.
پس {\displaystyle L(G)} یک گراف {\displaystyle Zr-Z} منتظم است.

## نگارخانه
